# William L. Anderson
William L. Anderson (...) è un economista statunitense, esponente della scuola austriaca e docente di economia alla Frostburg State University in Maryland.
Anderson è uno studioso del Mackinac Center for Public Policy, nonché membro del Ludwig von Mises Institute. Inoltre è stato docente di economia anche alla North Greenville University, in Carolina del Sud.
Anderson ha scritto diversi articoli e saggi su molti temi economici e finanziari. È spesso commentatore per il sito libertario LewRockwell.com.